# Zhuhai Jinwan Airport
Zhuhai Jinwan Airport är en flygplats i Kina. Den ligger i prefekturen Zhuhai Shi och provinsen Guangdong, i den södra delen av landet, omkring 130 kilometer söder om provinshuvudstaden Guangzhou. Zhuhai Jinwan Airport ligger 6 meter över havet.
Närmaste större samhälle är Sanzao, 6,2 km nordväst om Zhuhai Jinwan Airport. 
Genomsnittlig årsnederbörd är 2 518 millimeter. Den regnigaste månaden är maj, med i genomsnitt 412 mm nederbörd, och den torraste är januari, med 28 mm nederbörd.